# Malinówka (sielsowiet Hołubicze)
Malinówka (biał. Малінаўка, Malinauka; ros. Малиновка, Malinowka) – chutor na Białorusi, w obwodzie witebskim, w rejonie głębockim, w sielsowiecie Hołubicze, w Puszczy Głębockiej, nad Łydnicą.

## Historia
W dwudziestoleciu międzywojennym folwark leżący w Polsce, w województwie wileńskim, w powiecie dziśnieńskim, do 11 kwietnia 1929 w gminie Dokszyce, następnie w gminie Hołubicze.
Po II wojnie światowej w granicach Związku Sowieckiego. Od 1991 w niepodległej Białorusi.